# International Center for the Typographic Arts
Das International Center for the Typographic Arts (ICTA) war eine internationale Vereinigung führender Typografen in den 1960er und 1970er Jahren.
Die ICTA wurde 1960 von dem amerikanischen Typographen Aaron Burns und dem Schweizer Typographen Emil Ruder gegründet. Die Mitglieder der ICTA waren zunächst weitgehend der sachlichen Typographie der sogenannten Schweizer Schule verschrieben, die sich ausgehend von Emil Ruder und Armin Hofmann an der Hochschule für Gestaltung und Kunst Basel entwickelt hatte. Zu den Mitgliedern der ICTA gehörten u. a. aus Deutschland Bruno Bergner, Anton Stankowski, hace Frey und Hermann Zapf, aus der Schweiz Hans Neuburg, Josef Müller-Brockmann und Walter Haettenschweiler, aus den Niederlanden Piet Zwart und Wim Crouwel, aus den USA Lou Dorfsman und aus Japan Masaru Katzumie  und Hiromu Hara. 
In den 1960er Jahren richtete sie Symposien zur zeitgenössischen Typografie aus, die Vision ’65 an der Southern Illinois University (SIU), Carbondale und die Vision ’67 im Loeb Student Center in New York City. Ein weiteres bereits geplantes Symposium, die Vision ’69, kam nicht mehr zustande.
Aufgrund unterschiedlicher Strömungen in der Typographie und den damit verbundenen unterschiedlichen Ansichten stellte die ICTA Anfang der 1970er Jahre ihre Arbeit ein.

## Präsidenten
- 1961–1966: Aaron Burns
- 1966–1971: Kurt Weidemann

## Veröffentlichungen
- Typomundus 20. A project of the International Center for the Typographic Arts. A collection of the most significant typography of the 20th century. Text Max Caflisch und Hans Neuburg. Reinhold Pub., New York / Studio Vista, London / Otto Maier Verlag, Ravensburg 1964, 1966 (2).
- Typomundus 20/2. Text Kurt Weidemann und Rudolf Rieger. München, Galerie Intergraphic 1970.
- V 65: New Challenges for human communications. Tagungsband (Eigenverlag), 1965.
- DICTA newsletter. Zeitschrift, New York (Eigenverlag), 1966–1970.
- Report. Zeitschrift der Sektion Deutschland, Bad Homburg (Eigenverlag) (nur eine einzige Ausgabe 1965 erschienen).